# Karl Wedell-Wedellsborg (1877-1964)
 Der er flere personer med dette navn, se Karl Wedell-Wedellsborg (modstandsmand).
Karl baron Wedell-Wedellsborg (25. juli 1877 i Hjørring – 9. december 1964) var en dansk officer, bror til Vilhelm Wedell-Wedellsborg og far til Vilhelm Wedell-Wedellsborg.
Han var søn af kammerherre, baron Vilhelm Wedell-Wedellsborg (1827-1914) og hustru Louise f. komtesse Schulin, blev premierløjtnant i Den Kongelige Livgarde 1901, var 1 år i fransk tjeneste og blev kaptajn ved 6. bataljon 1913. Han blev forsat til Livgarden 1915, til reserven 1929, blev oberstløjtnant 1931 og fik afsked 1932. Han var desuden kammerherre og revisor ved Ordenskapitlet, Kommandør af Dannebrog og Dannebrogsmand og bar en lang række udenlandske ordener.
Han blev gift 11. oktober 1907 i Garnisons Kirke med Ettie Caroline Blom (18. marts 1884 i København – 27. februar 1962), datter af etatsråd F.V. Blom og hustru Ellen Marguerite f. Halkier.